# Still 2:00PM
Still 2:00PM è il primo extended play del gruppo musicale sudcoreano 2PM, pubblicato l'11 ottobre 2010. L'EP ha raggiunto la prima posizione degli album più venduti, mentre il singolo I'll Be Back ha raggiunto la quarta posizione della Circle Chart. oltre a I'll Be Back, anche tutti gli altri brani di Still 2:00PM sono entrati in classifica.

## Tracce
1. Still - 1:05
2. I'll Be Back - 3:37
3. Even If You Leave Me (니가 나를 떠나도) - 3:26
4. I Can't - 3:25
5. I Know - 3:29
6. Dance2Night - 3:03
7. I'll Be Back (Club Mix) - 4:00

## Classifiche
| Classifica                           | Posizione massima |
| ------------------------------------ | ----------------- |
| South Korea Circle Chart             | 1                 |
| United States Billboard World Albums | 14                |